# Elecciones legislativas de Argentina de 1946
Las elecciones legislativas de Argentina de 1946 tuvieron lugar el domingo 24 de febrero del mencionado año, al mismo tiempo que las presidenciales, con el objetivo de reinstalar los poderes legislativos del Congreso de la Nación Argentina y poner fin a la dictadura militar de la Revolución del 43. Debido al carácter restaurador de estas elecciones, 79 de los 158 diputados cumplirían un mandato legislativo completo hasta el 4 de junio de 1950, mientras que los otros 79 cumplirían un mandato acortado de dos años hasta el 4 de junio de 1948, pues la cámara sería renovada después de esto.
Al igual que a nivel nacional Juan Domingo Perón resultó elegido presidente por amplio margen, su coalición obtuvo una rotunda victoria legislativa. Los partidos que apoyaban a Perón, agrupados en la Junta Nacional de Coordinación Política o Junta Nacional Coordinadora (integrada por el Partido Laborista, la Unión Cívica Radical Junta Renovadora y el Partido Independiente) obtuvieron alrededor del 45% del voto popular y una mayoría absoluta de 109 escaños de la Cámara de Diputados. Las victorias peronistas en casi todas las elecciones gubernativas (exceptuando Corrientes, donde ganó el radicalismo con apoyo conservador) llevaron a que 28 de las 30 bancas del Senado fueran ocupadas por el peronismo, con la 15 siendo radicales renovadores y 13 siendo laboristas.
La coalición opositora al peronismo, la Unión Democrática, sufrió una devastadora derrota legislativa con solo 45 bancas (44 correspondientes a la Unión Cívica Radical, que tendrían el apodo de Bloque de los 44). Los dos posibles senadores opositores correntinos no llegaron a asumir, pues la provincia fue intervenida por el gobierno peronista en 1947 y su representación senatorial quedó vacante. El conservador Partido Demócrata Nacional, diezmado, logró solo 2 bancas y ninguno de los otros partidos, antes con amplias representaciones, accedió al Congreso.

## Reglas electorales

### Sistema electoral
Los comicios se realizaron bajo el texto constitucional sancionado en 1853. Dicha carta magna establecía que la Cámara de Diputados de la Nación Argentina debía estar compuesta por representantes de cada uno de los distritos argentinos considerados "provincias", y la ciudad de Buenos Aires, en calidad de Capital Federal de la República. Por tal motivo, los territorios nacionales no gozaban de representación parlamentaria. Del mismo modo, los diputados se elegirían por mitades de manera escalonada cada dos años, con mandatos de cuatro años para cada diputado. Debido a la disolución del Congreso, en esta ocasión se elegiría a la totalidad de los diputados.
En ese momento existían catorce provincias, lo que junto a la Capital Federal daba un total de quince distritos electorales. El sistema electoral empleado era el de mayoría y minoría o lista incompleta, bajo el cual los dos partidos más votados obtenían toda la representación. También el sistema adoptó el Panachage el cual dio a los electores la posibilidad de tachar o adicionar candidatos en las listas. En algunas provincias, con tan solo dos diputados de representación, el escrutinio era en la práctica mayoritario, con las dos bancas correspondiendo al partido más votado. Estos distritos, así como los que contaban con solo tres escaños (dos por mayoría y uno por minoría) no renovaban de manera escalonada.

### Bancas a elegir
| Provincia           | Bancas a elegir | Bancas a elegir | Bancas a elegir |
| Provincia           | Totales         | Mayoría         | Minoría         |
| ------------------- | --------------- | --------------- | --------------- |
| Buenos Aires        | 42              | 28              | 14              |
| Capital Federal     | 32              | 22              | 10              |
| Catamarca           | 2               | 2               | —               |
| Córdoba             | 15              | 10              | 5               |
| Corrientes          | 7               | 5               | 2               |
| Entre Ríos          | 9               | 6               | 3               |
| Jujuy               | 2               | 2               | —               |
| La Rioja            | 2               | 2               | —               |
| Mendoza             | 6               | 4               | 2               |
| Salta               | 3               | 2               | 1               |
| San Juan            | 3               | 2               | 1               |
| San Luis            | 3               | 2               | 1               |
| Santa Fe            | 19              | 13              | 6               |
| Santiago del Estero | 6               | 4               | 2               |
| Tucumán             | 7               | 5               | 2               |
| Total               | 158             | 109             | 49              |

## Resultados
| Partido                                       | Partido                                                    | Partido                                                   | Votos     | %     | Bancas    | Bancas    | Bancas  |  |
| Partido                                       | Partido                                                    | Partido                                                   | Votos     | %     | 1946-1948 | 1946-1950 | Total   |  |
| --------------------------------------------- | ---------------------------------------------------------- | --------------------------------------------------------- | --------- | ----- | --------- | --------- | ------- |  |
|                                               |                                                            | Partido Laborista - Unión Cívica Radical Junta Renovadora | 759.002   | 27,00 | 33/79     | 29/79     | 62/158  |  |
|                                               | Partido Laborista - Partido Independiente                  | 301.569                                                   | 10,73     | 14/79 | 14/79     | 28/158    |         |  |
|                                               | Unión Cívica Radical Junta Renovadora                      | 146.009                                                   | 5,19      | 2/79  | —         | 2/158     |         |  |
|                                               | Partido Laborista                                          | 142.040                                                   | 5,05      | 5/79  | 6/79      | 11/158    |         |  |
|                                               | Partido Laborista - Unión Cívica Radical Yrigoyenista      | 28.722                                                    | 1,02      | —     | 2/79      | 2/158     |         |  |
|                                               | Alianza Libertadora Nacionalista                           | 28.241                                                    | 1,00      | —     | —         | —         |         |  |
|                                               | Unión Cívica Radical Yrigoyenista                          | 15.410                                                    | 0,55      | —     | 2/79      | 2/158     |         |  |
|                                               | Unión Cívica Radical Bloquista                             | 13.696                                                    | 0,49      | —     | 1/79      | 1/158     |         |  |
|                                               | Partido Laborista - UCR Junta Renovadora - UCR de La Rioja | 10.206                                                    | 0,36      | —     | 2/79      | 2/158     |         |  |
|                                               | Partido Patriótico 4 de Junio                              | 5.576                                                     | 0,20      | —     | —         | —         |         |  |
|                                               | Partido Laborista Tucumano                                 | 1.596                                                     | 0,06      | —     | —         | —         |         |  |
|                                               | Unión de Centros Independientes                            | 872                                                       | 0,03      | —     | —         | —         |         |  |
| Total Junta Nacional de Coordinación Política | Total Junta Nacional de Coordinación Política              | Total Junta Nacional de Coordinación Política             | 1.452.939 | 51,68 | 54/79     | 56/79     | 110/158 |  |
|                                               |                                                            | Unión Cívica Radical                                      | 765.620   | 27,23 | 22/79     | 22/79     | 44/158  |  |
|                                               | Partido Socialista                                         | 139.186                                                   | 4,95      | —     | —         | —         |         |  |
|                                               | Partido Demócrata Progresista                              | 71.731                                                    | 2,55      | 1/79  | —         | 1/158     |         |  |
|                                               | Unidad y Resistencia (PCA - PDP)                           | 71.628                                                    | 2,55      | —     | —         | —         |         |  |
|                                               | Partido Comunista                                          | 41.470                                                    | 1,48      | —     | —         | —         |         |  |
| Total Unión Democrática                       | Total Unión Democrática                                    | Total Unión Democrática                                   | 1.089.635 | 38,76 | 23/79     | 22/79     | 45/158  |  |
|                                               |                                                            | Partido Demócrata Nacional                                | 194.829   | 6,93  | 1/79      | —         | 1/158   |  |
|                                               | Partido Demócrata Nacional - UCR Antipersonalista          | 20.065                                                    | 0,71      | 1/79  | 1/79      | 2/158     |         |  |
| Total Partido Demócrata Nacional              | Total Partido Demócrata Nacional                           | Total Partido Demócrata Nacional                          | 214.894   | 7,64  | 2/79      | 1/79      | 3/158   |  |
|                                               | Partido Liberal de Corrientes                              | Partido Liberal de Corrientes                             | 16.107    | 0,57  | —         | —         | —       |  |
|                                               | Unión Cívica Radical de Santiago del Estero                | Unión Cívica Radical de Santiago del Estero               | 12.791    | 0,45  | —         | —         | —       |  |
|                                               | Unión Cívica Radical de Santa Fe                           | Unión Cívica Radical de Santa Fe                          | 6.328     | 0,23  | —         | —         | —       |  |
|                                               | Partido Demócrata Nacional Autonomista                     | Partido Demócrata Nacional Autonomista                    | 5.811     | 0,21  | —         | —         | —       |  |
|                                               | Concentración Obrera                                       | Concentración Obrera                                      | 4.241     | 0,15  | —         | —         | —       |  |
|                                               | Unión Cívica Radical Lencinista                            | Unión Cívica Radical Lencinista                           | 4.040     | 0,14  | —         | —         | —       |  |
|                                               | Defensa Provincial - Bandera Blanca                        | Defensa Provincial - Bandera Blanca                       | 3.937     | 0,14  | —         | —         | —       |  |
|                                               | Partido Salud Pública                                      | Partido Salud Pública                                     | 605       | 0,02  | —         | —         | —       |  |
|                                               |                                                            |                                                           |           |       |           |           |         |  |
| Votos válidos                                 | Votos válidos                                              | Votos válidos                                             | 2.811.328 | 98,29 |           |           |         |  |
| Votos en blanco                               | Votos en blanco                                            | Votos en blanco                                           | 22.525    | 0,79  |           |           |         |  |
| Votos anulados                                | Votos anulados                                             | Votos anulados                                            | 150       | 0,01  |           |           |         |  |
| Diferencia de actas                           | Diferencia de actas                                        | Diferencia de actas                                       | 26.130    | 0,91  |           |           |         |  |
| Total de votos                                | Total de votos                                             | Total de votos                                            | 2.860.133 | 100   |           |           |         |  |
| Votantes registrados/participación            | Votantes registrados/participación                         | Votantes registrados/participación                        | 3.477.169 | 82,25 |           |           |         |  |
| Fuentes:                                      |                                                            |                                                           |           |       |           |           |         |  |

## Resultados por distrito
|  | 35,23 % |

|  | 2,38 % |

|  | 37,61 % |

|  | 32,47 % |

|  | 16,39 % |

|  | 6,34 % |

|  | 3,24 % |

|  | 3,03 % |

|  | 0,92 % |

|  | 97,42 % |

|  | 2,58 % |

|  | 100 % |

|  | 83,18 % |

|  | 45,61 % |

|  | 19,79 % |

|  | 17,31 % |

|  | 11,94 % |

|  | 3,47 % |

|  | 0,93 % |

|  | 0,71 % |

|  | 0,15 % |

|  | 0,10 % |

|  | 100 % |

|  | 86,52 % |

|  | 55,25 % |

|  | 35,75 % |

|  | 8,61 % |

|  | 0,39 % |

|  | 98,00 % |

|  | 2,00 % |

|  | 100 % |

|  | 76,25 % |

|  | 40,37 % |

|  | 38,11 % |

|  | 18,73 % |

|  | 1,48 % |

|  | 1,31 % |

|  | 97,31 % |

|  | 2,69 % |

|  | 100 % |

|  | 84,39 % |

|  | 36,23 % |

|  | 21,50 % |

|  | 18,79 % |

|  | 17,26 % |

|  | 6,23 % |

|  | 98,49 % |

|  | 1,35 % |

|  | 0,16 % |

|  | 100 % |

|  | 75,19 % |

|  | 42,94 % |

|  | 37,49 % |

|  | 18,15 % |

|  | 1,42 % |

|  | 99,48 % |

|  | 0,52 % |

|  | 100 % |

|  | 76,99 % |

|  | 41,34 % |

|  | 27,33 % |

|  | 19,15 % |

|  | 11,11 % |

|  | 1,07 % |

|  | 97,36 % |

|  | 2,64 % |

|  | 100 % |

|  | 73,08 % |

|  | 53,63 % |

|  | 39,29 % |

|  | 7,08 % |

|  | 100 % |

|  | 73,29 % |

|  | 47,55 % |

|  | 24,52 % |

|  | 16,68 % |

|  | 7,34 % |

|  | 3,91 % |

|  | 93,48 % |

|  | 6,52 % |

|  | 100 % |

|  | 79,96 % |

|  | 63,19 % |

|  | 20,95 % |

|  | 15,86 % |

|  | 98,10 % |

|  | 1,90 % |

|  | 100 % |

|  | 68,51 % |

|  | 33,28 % |

|  | 28,54 % |

|  | 20,46 % |

|  | 15,17 % |

|  | 2,55 % |

|  | 100 % |

|  | 89,01 % |

|  | 44,71 % |

|  | 36,00 % |

|  | 19,29 % |

|  | 95,89 % |

|  | 4,11 % |

|  | 100 % |

|  | 82,40 % |

|  | 56,51 % |

|  | 20,85 % |

|  | 20,81 % |

|  | 1,84 % |

|  | 98,24 % |

|  | 1,76 % |

|  | 100 % |

|  | 85,62 % |

|  | 51,82 % |

|  | 31,62 % |

|  | 14,28 % |

|  | 2,28 % |

|  | 100 % |

|  | 69,90 % |

|  | 62,31 % |

|  | 20,69 % |

|  | 5,14 % |

|  | 3,40 % |

|  | 3,28 % |

|  | 2,52 % |

|  | 1,34 % |

|  | 1,33 % |

|  | 100 % |

|  | 76,61 % |

1. ↑  Falleció el 13 de noviembre de 1946, no fue reemplazado.
2. ↑  Falleció el 15 de abril de 1947. Lo reemplaza Balbino Letamendi (h) (PP) en 1948.
3. ↑  Falleció el 3 de marzo de 1947. Lo reemplaza José Cané (PP) en 1948.
4. 1 2 3 4 5 6 7 8 9 10 11 12 13 14 15 16  Renunció el 1 de junio de 1950, no fue reemplazado.
5. ↑  Desafuero el 5 de agosto de 1948 bajo acusaciones de desacato, lo reemplaza Guillermo de Prisco (PP) en 1949.
6. ↑  Renunció el 22 de julio de 1948. Lo reemplaza José María Maldonado Lara (PP) en 1949.
7. ↑  Falleció el 25 de julio de 1948. Lo reemplaza Natalio Trebino (PP) en 1949.
8. ↑  Falleció el 1 de noviembre de 1947. Lo reemplaza Luis Atala (PP) en 1948.
9. ↑  Nunca asumió, lo reemplaza Luis Rafael Mac Kay.
10. ↑  Renunció el 29 de abril de 1950, no fue reemplazado.
11. ↑  Falleció el 19 de junio de 1950, no fue reemplazado.
12. ↑  Falleció el 28 de octubre de 1947. Lo reemplaza José Amadeo Conte Grand (PP) en 1948.
13. ↑  Falleció el 5 de agosto de 1947, no fue reemplazado.
14. ↑  Falleció el 5 de marzo de 1948. Lo reemplaza Luis M. Stinco (PP) en 1949.